# Duncan MacDougall

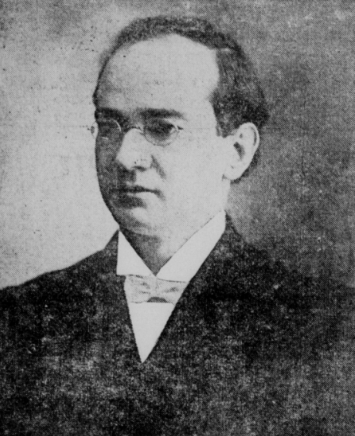
Duncan MacDougall

Duncan MacDougall (1866 - 15 oktober 1920) was een Amerikaanse arts uit Haverhill (Massachusetts).

## Experiment
Met de bedoeling het bestaan (en de massa) van de menselijke ziel wetenschappelijk te bewijzen, voerde MacDougall in 1907 een medisch experiment uit door zes tuberculosepatiënten tijdens hun sterfproces te wegen. De bedden werden op een industriële weegschaal geplaatst zodat het gewicht van de patiënt voor, tijdens en na de dood in de gaten kon worden gehouden. In twee gevallen mislukte het experiment. De vier andere patiënten verloren direct of enkele minuten tot uren na hun dood een beetje gewicht. Volgens MacDougall toonden de afwijkingen aan dat zijn experimenten herhaald moesten worden voordat iets zinnigs gezegd kon worden.
MacDougall woog verder ook stervende schapen en honden. De schapen wogen tijdens het overlijden iets meer en verloren dit extra gewicht na de dood weer, terwijl honden zwaarder noch lichter werden. Hieruit concludeerde MacDougall dat zich bij de schapen portalen vormden die de ziel transporteerden en daarna weer verdwenen, en dat honden in het geheel geen ziel hadden.
De resultaten zijn weliswaar gepubliceerd, maar nooit gereproduceerd. Heden ten dage is de consensus dat het onderzoek geen enkele wetenschappelijke waarde heeft. Kort na het onderzoek wees Dr. Augustus P. Clarke er in het tijdschrift American Medicine op dat MacDougall verzaakte andere oorzaken te bedenken. Het gewichtsverlies, als het waar was, zou ook kunnen komen door transpiratie door een scherpe stijging van de lichaamstemperatuur die volgt zodra de bloedcirculatie stopt en het bloed niet meer door de longen lucht-gekoeld wordt. Dit kan ook verklaren waarom honden geen gewichtsverlies lieten zien; honden zweten niet, maar koelen zich door te hijgen.
Een vergelijkbaar experiment werd verricht door de Amerikanen Karlis Osis en Donna McCormick. Zij wogen twee mediums terwijl die 'hun ziel uit hun lichaam lieten treden'. Het eerste medium vertoonde een licht gewichtsverlies; bij het tweede medium werd geen verandering vastgesteld.

## In populaire cultuur
In populaire media wordt 21 gram genoemd als de massa van de veronderstelde ziel. Dit getal is gebaseerd op het gewichtsverlies in de eerste patiënt; 21,3 gram.
- De titel van de Amerikaanse speelfilm 21 Grams, een misdaad-drama uit 2003 verwijst naar het vermeende gewicht van de ziel.
- Het lied "21 Gram" van BLØF (track 11 op het album Alles Blijft Anders) verwijst naar het vermeende gewicht van de ziel.